# Margarethe Adolphi
Margarethe Adolphi (4. März 1876 in Posen – nach 1902) war eine deutsche Theaterschauspielerin.

## Leben
Adolphi, Tochter eines Beamten (Ratsbureauassistent), nahm dramatischen Unterricht in Breslau, den später noch Marie Seebach vervollständigte. 1894 debütierte sie am Sommertheater in Charlottenbrunn. Noch im Winter dieses Jahres kam sie nach Königsberg und trat 1895 in den Verband der Hofbühne Weimar ein. Dort debütierte sie als „Susanne“ in „Welt, in der man sich langweilt“ (mit Marie Seebach). Sie spielte zudem das „Käthchen von Heilbronn“, den „Puck“, das „Rautendelein“ und die „Ilka“ in „Krieg und Frieden“. Über ihren Lebensweg nach 1902 ist nichts bekannt.